# Studierende machen Schule
Studierende machen Schule ist eine Bildungsinitiative mit dem Ziel, Lehramtsstudierende schon während ihres Studiums an Schulen zu vermitteln, um ihnen möglichst früh Praxiserfahrungen zu ermöglichen. Zu diesem Zweck wurden methodenorientierte Schülerworkshops konzipiert, welche die Studierenden direkt an der Schule durchführen. Das Programm läuft seit 2007 und arbeitet mit rund 150 Schulen in fünf Bundesländern zusammen.

## Konzept
Lehramtsstudierende aller Fachrichtungen haben methodenorientierte Workshops für verschiedene Schulformen entwickelt, die sich in der Mittel- und Oberstufe vor allem auf die Wissenschaftsvorbereitung, Präsentationstechniken, Medientraining und Projektmanagement konzentrieren. In den Jahrgängen 1 bis 6 liegen die Schwerpunkte auf Lerntechniken, der Ausarbeitung von Referaten und mediengestützter Sprachförderung. Die Workshops sind in Themeneinheiten, den sog. Modulen, zusammengefasst und nehmen zeitlich stets eine Doppelstunde (90 Minuten) in Anspruch.
Die Inhalte der Workshops werden durch das – ebenfalls aus Lehramtsstudierenden bestehende – Qualitätsteam ständig aufgrund der Feedbacks von Schülern und Lehrenden überprüft und überarbeitet. Zudem sind die Kompetenzpartner in den einzelnen Bundesländern, meist die lehramtsausbildenden Universitäten und Elternverbände, in den Qualitätsprozess eingebunden. Auch die regionalen Schulverwaltungen unterstützen das Programm. So bezeichnen der ehemalige Berliner Bildungssenator Jürgen Zöllner, seine Nachfolgerin Sandra Scheeres und die Hamburger Schulsenatorin Christa Goetsch das Programm jeweils als sinnvolle Bereicherung des Schulangebotes.
Die Workshops finden im Projektunterricht, an Projekttagen, an Wandertagen oder als Arbeitsgemeinschaft am Nachmittag statt. „Für die Schulen sind die Studenten eine große Bereicherung“, stellte der Berliner Schulleiter Manfred Streich fest.
Durch dieses Konzept bekommen Lehramtsstudierende eine zusätzliche Praxisoption neben dem Studium, welches als sehr theorielastig wahrgenommen wird. Das Programm zielt also auch darauf ab, Lehramtsstudierende möglichst früh mit der eigenen Berufswahl zu konfrontieren. „Für Studenten sind die Workshops […] eine tolle Gelegenheit, um Praxiserfahrung zu sammeln, die im Studium viel zu kurz kommt“, ist dabei der Tenor bei den Studierenden.

## Geschichte
Studierende machen Schule wurde im Sommer 2007 von Robert Greve, Jasmin Bildik und Lisa Eineter gegründet. Die drei Lehramtsstudierenden sahen in der neuen Berliner Prüfungskomponente zum Abitur die Möglichkeit, Schüler direkt an der Schule zu den Techniken des wissenschaftlichen Arbeitens zu trainieren.
Nach einem Ausbau des Angebots und einem personellen Wachstum in Berlin, startete das Programm im Jahr 2010 auch in Hamburg und Brandenburg.

## Bisherige Bilanz
Fünf Jahre nach der Gründung von Studierenden machen Schule zählte die Initiative rund 150 Partnerschulen aller Schulformen und beschäftigt über 80 Lehramtsstudierende und elf festangestellte Mitarbeiter im Bundesgebiet. Mehr als 25.000 Schüler wurden bislang durch die Initiative trainiert.
Rund 95 % der teilnehmenden Schulen aus einem Schuljahr haben sich im darauffolgenden Jahr wieder an dem Programm beteiligt. In Vorbereitung einer wissenschaftlichen Begleitung des Programmes hat die Initiative Studierende machen Schule nun damit begonnen, detaillierte Rückmeldungen aller Beteiligten zu erheben und auszuwerten. Die ersten Ergebnisse sollten bis zum Sommer 2013 vorliegen.

## Finanzierung
Das Programm Studierende machen Schule kommt ohne staatliche Zuschüsse oder privates Sponsoring aus. Vielmehr setzt das Modell auf einen sozialunternehmerischen Ansatz, nach dem die Schulen selbst entscheiden, ob sie das Angebot nutzen und finanzieren wollen. Die Schulen finanzieren das Programm nach festgelegten Honorarsätzen über schulinterne Budgets, Fördervereine oder Elternbeteiligungen.

## Bildungsträger
Nachdem das Programm zunächst vom gemeinnützigen Verein Studierende machen Schule e.V. gegründet wurde, hat sich der Träger mittlerweile in das Sozialunternehmen SWiM Bildung UG (haftungsbeschränkt) gewandelt. Der Träger versteht sich selbst „als Organisation, die vor allem zur Unterstützung gesellschaftlicher Prozesse und Verbesserungen beitragen möchte. Die Angebote sind nicht auf Profit ausgerichtet, sondern auf den sozialen Mehrwert“.

## Kritik
Die Initiative ist zwar keiner öffentlichen Kritik ausgesetzt, muss jedoch stets die Frage beantworten, ob mit dem Einsatz der Studierenden nicht Aufgaben der Lehrerschaft auf externe Kräfte verlagert würden. So vermutet die Journalistin Susanne Klaiber: „Eigentlich ist das […] Aufgabe der Lehrer“. Das Programm sieht selbst keine Verlagerung des Handlungsfeldes der Lehrkräfte, sondern versteht sich als zusätzliche Unterstützungseinheit. Schulen würden von allen Seiten ermutigt, sich externe Expertise ins Haus zu holen und würden häufig den besonderen Charme darin sehen, dass sie durch die Kooperation mit Studenten machen Schule gleichzeitig zur Lehramtsausbildung der Studierenden beitragen.